# Запужане
Запужане (хорв. Zapužane) — населений пункт у Хорватії, у Задарській жупанії у складі міста Бенковаць.

## Населення
Населення за даними перепису 2011 року становило 56 осіб.
Динаміка чисельності населення поселення:

## Клімат
Середня річна температура становить 14,03 °C, середня максимальна – 28,52 °C, а середня мінімальна – 0,24 °C. Середня річна кількість опадів – 854 мм.
| Клімат поселення                              | Клімат поселення | Клімат поселення | Клімат поселення | Клімат поселення | Клімат поселення | Клімат поселення | Клімат поселення | Клімат поселення | Клімат поселення | Клімат поселення | Клімат поселення | Клімат поселення | Клімат поселення |
| Показник                                      | Січ.             | Лют.             | Бер.             | Квіт.            | Трав.            | Черв.            | Лип.             | Серп.            | Вер.             | Жовт.            | Лист.            | Груд.            |                  |
| Середній максимум, °C                         | 10,50            | 11,32            | 13,96            | 17,22            | 22,03            | 25,90            | 28,52            | 28,00            | 23,90            | 19,65            | 14,03            | 11,06            |                  |
| Середня температура, °C                       | 5,38             | 6,20             | 8,84             | 12,08            | 16,91            | 20,80            | 24,02            | 23,50            | 19,39            | 15,14            | 9,54             | 6,56             |                  |
| Середній мінімум, °C                          | 0,24             | 1,06             | 3,70             | 6,96             | 11,78            | 15,64            | 19,52            | 19,00            | 14,90            | 10,65            | 5,04             | 2,06             |                  |
| Норма опадів, мм                              | 72               | 64               | 68               | 73               | 62               | 56               | 33               | 49               | 89               | 98               | 102              | 88               |                  |
| Середньомісячна швидкість вітру, м/с          | 2.40             | 2.55             | 2.76             | 2.68             | 2.34             | 2.14             | 2.17             | 2.02             | 2.17             | 2.25             | 2.71             | 2.63             |                  |
| Середньомісячна сонячна радіація, кДж/м²·день | 5105             | 7854             | 11498            | 16280            | 20440            | 22710            | 24307            | 21367            | 15763            | 9988             | 5528             | 4380             |                  |
| --------------------------------------------- | ---------------- | ---------------- | ---------------- | ---------------- | ---------------- | ---------------- | ---------------- | ---------------- | ---------------- | ---------------- | ---------------- | ---------------- | ---------------- |
| Джерело:                                      |                  |                  |                  |                  |                  |                  |                  |                  |                  |                  |                  |                  |                  |